# Чорноморська безпека (журнал)
«Чорномо́рська безпе́ка» (рус. Черноморская безопасность) — общеукраинский ежеквартальный информационно-аналитический журнал. Учредитель и издатель журнала — Центр содействия изучению геополитических проблем и евроатлантического сотрудничества Черноморского региона «Номос» (Севастополь).
В журнале публикуются информационные и аналитические материалы, посвященные различным аспектам региональной и международной безопасности.

## Концепция издания
Концепцию проекта разработал директор Центра «Номос» Сергей Кулик, который в настоящее время является главным редактором «Черноморской безопасности».
Идея состояла в создании научно-популярного издания, посвященного проблемам Черноморского региона как единого целого. Основной идеей, реализованной в журнале, стало объединение усилий научно-профессиональных элит стран Причерноморья с целью обеспечения государственных деятелей, ученых и общественности неупрежденной и всесторонней информацией о ситуации в Черноморско-каспийском регионе и тенденциях её развития.
Одна из задач «Черноморской безопасности» — организация дискуссии экспертного сообщества. Авторский коллектив журнала — многонациональный, представляет точки зрения ученых и практиков из всех стран региона.

## История журнала
Первый номер журнала вышел в свет в 2005 году. С 2008 года на Украине распространяется по подписке. Для иностранных читателей — подписка в редакции. Тираж (на 2010 год) — 1000 экз. Формат журнала классический 207х297(А4). Электронную версию можно прочитать на сайте «Номоса».

## Тематика, рубрики
- Геополитика
- Национальная безопасность
- Европейская и евроатлантическая интеграция
- Экономическая политика
- Энергетическая безопасность
- Военная безопасность
- Экология, экологическая безопасность
- Межнациональные и межконфессиональные отношения
- Региональные конфликты
- Терроризм и пиратство

Требования к публикациям — в соответствии с требования ВАК, предъявляемыми к научным статьям.

## Критика
По мнению отдельных авторов, одной из целей «Черноморской безопасности» является продвижение украинских интересов в Крыму.